# Bulaqlı
Bulaqlı è un comune dell'Azerbaigian situato nel distretto di Sabirabad. Conta una popolazione di 1 183 abitanti.